# Frederick Gehring
Frederick William Gehring (Ann Arbor, 7 agosto 1925 – Ann Arbor, 29 maggio 2012) è stato un matematico statunitense, conosciuto per i suoi contributi in analisi complessa. Ha ricevuto nel 2006 il Premio Steele per i risultati ottenuti nella propria carriera.